# Брамбиз
«Брамбиз» (англ. Brumbies — «дикие лошади», «брамби») — австралийский регбийный клуб, выступающий в сильнейшем чемпионате Южного полушария — Супер Регби. Команда базируется в столице страны, Канберре, и представляет Австралийскую столичную территорию и южную часть Нового Южного Уэльса. Клуб получил название в честь диких лошадей (Брамби), населяющих территории, близкие к столичным.
«Брамбиз» были созданы в 1996 году в рамках реформы австралийской клубной системы. Изначально предполагалось, что команда станет своеобразным пристанищем для регбистов, которые не будут попадать в состав других австралийских региональных коллективов. Тем не менее, «лошади» стали наиболее успешной командой Зелёного континента: клуб пять раз играл в финале чемпионата и дважды стал победителем первенства.
Традиционные цвета команды — тёмно-синий, белый и золотой. Арена «GIO-стэдиум Канберра», на которой команда проводит домашние матчи, способна вместить 25 011 зрителей. Ранее стадион носил название «Брюс Стэдиум». Нынешним тренером «Брамбиз» является Стивен Ларкем. Позицию капитана занимает Стивен Мур.

## История

### Появление регби в АСТ

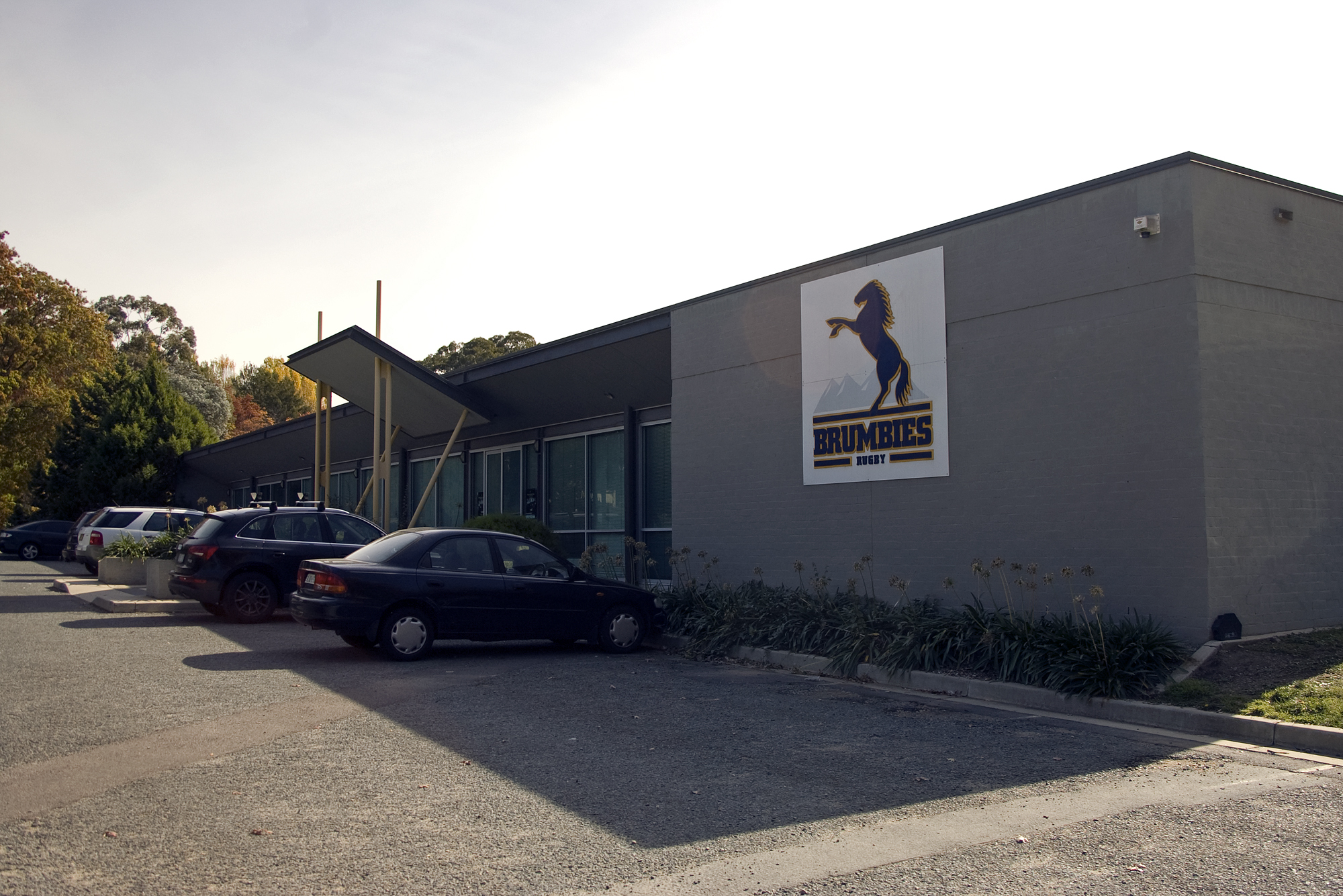
Штаб-квартира «Брамбиз» в Гриффите.

Регби в Австралийской столичной территории имеет долгую историю. Сборная Британских островов открывала свой австралийский тур 1899 года матчем в Голберне. При этом официальный руководящий орган территории, Регбийный союз АСТ, был создан лишь в 1937 году. Участниками первого местного турнира стали сборная Университета, восточная команда, северная команда и клуб Royal Military College (RMC). Тогда же сборная АСТ встретилась с «Олл Блэкс» и проиграла со счётом 5:57.
Сборная территории впервые выиграла в международном матче в 1973 году, когда австралийские регбисты выиграли у тонганцев (17:6). В 1978 году сборная обыграла Уэльс — действующего чемпиона Кубка пяти наций. К перерыву австралийцы уступали (6:16), но затем смогли отыграться и вышли вперёд благодаря реализованному пенальти в конце матча. Летом 2012 года правопреемники сборной АСТ, «Брамбиз», снова сыграли с валлийцами, но проиграли со счётом 15:25.

### Супер 12 (1995—2005)
В 1994 году сборная выиграла у соперников из Нового Южного Уэльса (44:28). Матч прошёл на арене «Конкорд Овал» и принёс столичным спортсменам право представлять Австралию в международном чемпионате Супер 12. Другими участниками от Зелёного континента были избраны «Квинсленд» и всё тот же «Новый Южный Уэльс». Первый сезон команда столичной территории провела под руководством Рода Маккуина. Коллектив занял пятое место по итогам регулярного чемпионата, не попав таким образом в зону плей-офф. В следующем сезоне клуб не только вышел в финальную стадию чемпионата, но и принял участие в главном матче года, где, впрочем, уступил «Окленду» со счётом 23:7.
В 1998 году команду возглавил Эдди Джонс, под его руководством «Брамбиз» упали на десятую позицию. Через год тренер сумел наладить игру подопечных, и коллектив финишировал уже пятым. В последнем розыгрыше XX века команда снова попала в плей-офф чемпионата и вышла в решающий матч. «Брамбиз» обладали преимуществом домашней арены, но опять проиграли, на этот раз «Крусейдерс» (19:20).

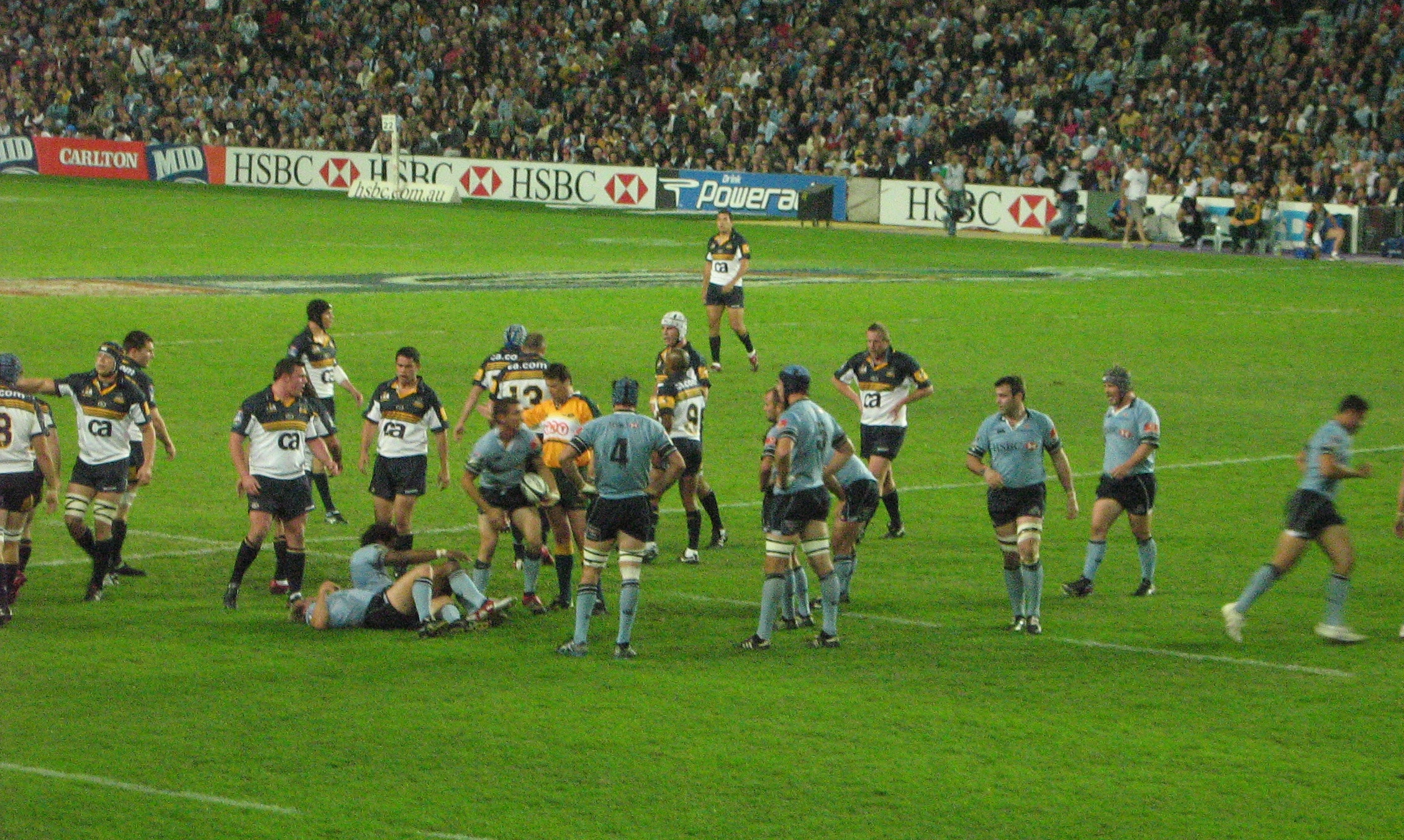
«Брамбиз» в игре с «Уаратаз», апрель 2006 года.

В 2001 году команда выступила на высоком уровне, снова получив возможность сыграть в финале. Теперь соперником австралийцев была южноафриканская команда «Шаркс» из Дурбана. «Брамбиз» удалось выиграть (36:6), причём эта победа стала первым выигрышем команды не из Новой Зеландии. В формате с 12 участниками победа так и осталась единственной, и только в 2007 году свой первый титул завоевал клуб из ЮАР — «Буллз». В том же году Австралию посетили «Британские и ирландские львы». «Брамбиз» выставили на игру с европейцами ослабленный состав и проиграли со счётом 28:30.
Перед началом сезона 2002 года главным тренером «Брамбиз» стал Дэвид Нусифора. С новым тренерским штабом команда в третий раз подряд вышла в финал чемпионата. Как и в 2000 году, австралийцам противостояли «Крусейдерс», и удача опять оказалась на стороне новозеландцев (31:13). Через год «Брамбиз» остановились в шаге от четвёртого выхода в решающий матч, так как проиграли в полуфинале ещё одному новозеландскому клубу — «Буллз». Позже, в том же году австралийский коллектив одержал победы над сборными Фиджи и Тонга.
2004 год принёс в коллекцию клуба второй титул. Регбисты выиграли регулярный чемпионат с отрывом от второго места в шесть очков. В рамках финального матча команда принимала гостей — «Крусейдерс» — на своём стадионе. С третьей попытки клуб всё же победил принципиального соперника (47:38), причём долгожданная победа состоялась на глазах у рекордной по численности аудитории стадиона «Канберра». В межсезонье Регбийный союз региона был реформирован: в ведение органа были переданы южные территории Нового Южного Уэльса, и, соответственно, изменилось название федерации. Клуб, известный до того под формальным названием ACT Brumbies, отныне назывался Brumbies Rugby.
К сезону 2005 года команду готовил уже Лори Фишер. После серии из нескольких матчей без поражений в начале сезона команда стали преследовать травмы, и «Брамбиз» утратили возможность отстоять победу, так как завершили регулярный чемпионат на пятой позиции. Через год формат соревнования был изменён: число участников было увеличено до 14 за счёт присоединения австралийской команды «Уэстерн Форс» и южноафриканского коллектива «Сентрал Читаз».

### С 2006 года
В 2006 году клуб опустился на шестое место, хотя до четвёртой позиции команде не хватило всего 1 балла. Интересно, что до последнего тура «Брамбиз» неизменно присутствовали в четвёрке лидирующих команд. По окончании сезона клуб принял участие в первом розыгрыше Австралийского провинциального чемпионата. В дебютном матче на арене «Вайкинг Парк» столичные регбисты обыграли «Уаратаз» (14:13) (до этого игроки из Нового Южного Уэльса трижды обыгрывали «лошадей»). Затем «Брамбиз» обыграли «Уэстерн Форс» (25:10), матч также прошёл на «Викинг Парк». Игрокам из Квинсленда команда уступила на выезде (19:20), но реванш на территории «Брамбиз» хозяевам удался (42:17). В результате первым и единственным победителем турнира стала столичная команда.
В 2007—2012 годах клуб не выходил в плей-офф. Команда выступала достаточно нестабильно, занимая места с 5 по 13. «Брамбиз» сменили несколько главных тренеров: пост Лори Фишера принял Энди Френд, затем с командой работал Тони Ри, а после него в 2011 году четырёхлетний контракт с клубом подписал Джейк Уайт, экс-наставник сборной ЮАР. В 2013 году специалист покинул должность по собственному желанию.
В 2013 году команда вновь сыграла против «Британских и ирландских львов» и на этот раз сумел одержать победу со счётом 14:12. В том же году «Брамбиз» впервые с 2004 года вышли в финал Супер Регби, одержав победы над «Сентрал Читаз» и «Буллз», но в финале не сумели справиться с новозеландским «Чифс» (27:22). После окончания сезона команда была приглашена на Чемпионат мира по регби-7 среди клубов, где одержала победу, взяв верх в финале над «Блюз» (17:14), при этом винг «Брамбиз» Генри Спейт был признан лучшим игроком турнира.

## Бренд, форма, регион

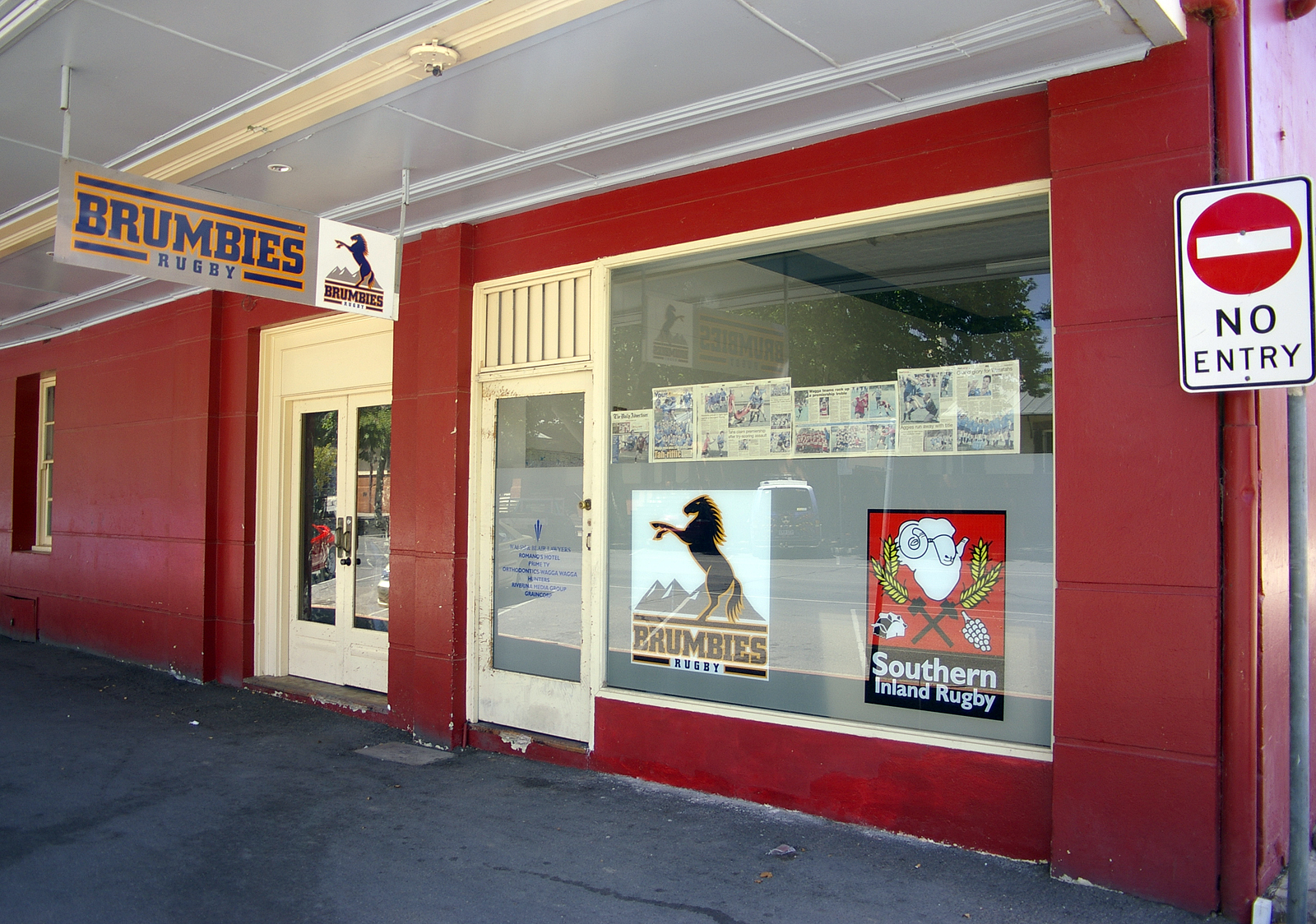
Офис Регбийного союза в Уогга-Уогга.

«Брамбиз» выступают в тёмно-синем, белом и золотом цветах. Основной комплект формы клуба включает преимущественно синюю регбийку с золотой отделкой, а также синие шорты и носки. Резервная форма состоит из белой регбийки с синими боками и золотой отделкой, синих шорт и носков. В данный момент главным спонсором клуба, чьи реквизиты отображены на форме, является компания Aquis. На рукавах присутствует логотип концерна Land Rover. Форма поставляется производителем Classic Sportswear.
Команда получила название в честь диких лошадей, обитающих глубоко на континенте. Талисманом клуба является персонаж Brumby Jack. Изначально команда была известна под именем ACT Brumbies. С 2005 года клуб существует под нынешним названием, тогда же был принят современный логотип. Изменения в именовании клуба были вызваны расширением территорий, которые представляла команда. Помимо Австралийской столичной территории «Брамбиз» защищали честь южной части Нового Южного Уэльса, в том числе регионов Риверина, Шолхевен и Саутерн-Хайлендс. Кроме того, команда подбирает игроков из Санрейзии, являющейся частью штата Виктория.

## Стадион
Команда играет на стадионе «GIO-стэдиум Канберра», который расположен неподалёку от Австралийского института спорта в столице страны. Арена также используется регбилиг-клубом «Канберра Рэйдерс». Один матч на стадионе сыграла команда «Канберра Вайкингз», представлявшая «Брамбиз» в недолго просуществовавшем чемпионате Австралии. В 2003 году стадион принял игры чемпионата мира. Номинальная вместимость арены — 25 011 зрителей, хотя рекорд посещаемости составляет 28 753 человек в 2004 году. Во время участия «Брамбиз» в Австралийском провинциальном чемпионате использовалась не «Канберра», а «Вайкинг Парк», также расположенный в городе.

## Принципиальные соперники
«Брамбиз» традиционно считаются принципиальными соперниками сборной Нового Южного Уэльса — «Уаратаз». Первоначальный проект «Брамбиз» предполагал, что команда будет комплектоваться игроками, не востребованными в «Уаратаз». По иронии судьбы, самым успешным австралийским клубом Супер Регби является именно столичный. Игры двух соперников крайне сложны для гостевой команды: хозяева проигрывали дерби только дважды. Одно из поражений было нанесено хозяевам в полуфинале чемпионата 2002 года, «Брамбиз» обыграли «Уаратаз» со счётом 51:10. Как правило, матчи этих соперников сопровождаются полным заполнением стадиона.
Другим не менее важным соперником «Брамбиз» являются новозеландцы из «Крусейдерс». Команды трижды встречались в финале чемпионата, и два раза верх брали «крестоносцы». Как и в случае с «Уаратаз», матчи двух клубов редко завершаются победой гостей. «Брамбиз» — единственная команда, сумевшая заработать 50 очков в игре с «Крусейдерс». Также команда лидирует по числу набранных очков в финальных матчах против этого новозеландского клуба (48). Австралийцы являются одной из немногих команд, обладающих сопоставимым соотношением побед и поражений в играх с «Крусейдерс».

### «Клуб 100»
Эти игроки провели за клуб 100 и более матчей.
- 142 — Джордж Смит
- 136 — Джордж Греган
- 135 — Тевита Куридрани
- 116 — Стивен Ларкем
- 112 — Джереми Пол
- 108 — Кристиан Леалиифано
- 103 — Марк Чисхолм
- 101 — Стирлинг Мортлок
- 100 — Билл Янг

## Результаты
| Супер 12 | Супер 14 | Супер Регби |
| Сезон | Место | Игры | Победы | Ничьи | Поражения | Очки + | Очки - | Разница | Бонусы | Турнирные очки | Примечания                                 |
| ----- | ----- | ---- | ------ | ----- | --------- | ------ | ------ | ------- | ------ | -------------- | ------------------------------------------ |
| 1996  | 5-е   | 11   | 7      | 0     | 4         | 306    | 273    | +33     | 4      | 32             |                                            |
| 1997  | 2-е   | 11   | 8      | 0     | 3         | 406    | 291    | +115    | 9      | 41             | Поражение в финале от «Блюз»               |
| 1998  | 10-е  | 11   | 3      | 0     | 8         | 248    | 364    | -166    | 6      | 18             |                                            |
| 1999  | 5-е   | 11   | 5      | 0     | 6         | 278    | 195    | +83     | 8      | 28             |                                            |
| 2000  | 2-е   | 11   | 9      | 0     | 2         | 393    | 196    | +197    | 9      | 45             | Поражение в финале от «Крусейдерс»         |
| 2001  | 1-е   | 11   | 8      | 0     | 3         | 348    | 204    | +144    | 8      | 40             | Победа в финале над «Шаркс»                |
| 2002  | 2-е   | 11   | 7      | 0     | 4         | 374    | 230    | +144    | 10     | 38             | Поражение в финале от «Крусейдерс»         |
| 2003  | 4-е   | 11   | 6      | 0     | 5         | 358    | 313    | +45     | 7      | 31             | Поражение в полуфинале от «Блюз»           |
| 2004  | 1-е   | 11   | 8      | 0     | 3         | 408    | 269    | +139    | 8      | 40             | Победа в финале над «Крусейдерс»           |
| 2005  | 5-е   | 11   | 5      | 1     | 5         | 260    | 266    | -6      | 7      | 29             |                                            |
| 2006  | 6-е   | 13   | 8      | 1     | 4         | 326    | 269    | +57     | 4      | 38             |                                            |
| 2007  | 5-е   | 13   | 9      | 0     | 4         | 234    | 173    | +61     | 4      | 40             |                                            |
| 2008  | 9-е   | 13   | 6      | 0     | 7         | 277    | 317    | -40     | 6      | 30             |                                            |
| 2009  | 7-е   | 13   | 8      | 0     | 5         | 311    | 305    | +6      | 6      | 38             |                                            |
| 2010  | 6-е   | 13   | 8      | 0     | 5         | 358    | 291    | +67     | 5      | 37             |                                            |
| 2011  | 13-е  | 16   | 4      | 1     | 11        | 314    | 437    | -123    | 7      | 33             |                                            |
| 2012  | 7-е   | 16   | 10     | 0     | 6         | 404    | 331    | +73     | 10     | 58             |                                            |
| 2013  | 2-е   | 16   | 10     | 2     | 4         | 430    | 295    | +135    | 8      | 60             | Поражение в финале от «Чифс»               |
| 2014  | 4-е   | 16   | 10     | 0     | 6         | 412    | 378    | +34     | 5      | 45             | Поражение в полуфинале от «Уаратаз»        |
| 2015  | 6-е   | 16   | 9      | 0     | 7         | 369    | 261    | +108    | 11     | 47             | Поражение в полуфинале от «Харрикейнз»     |
| 2016  | 4-е   | 15   | 10     | 0     | 5         | 425    | 326    | +99     | 3      | 43             | Поражение в четвертьфинале от «Хайлендерс» |

## Тренеры
- 1996—1997: Род Маккуин — 1996—1997 (24-16-8-0-67 %)
- 1998—2001: Эдди Джонс (48-28-20-0-58 %)
- 2002—2004: Дэвид Нусифора (38-24-14-0-63 %)
- 2005—2008: Лори Фишер (50-28-20-2-56 %)
- 2009—2011: Энди Френд (28-17-11-0-61 %)
- 2011: Тони Ри (14-3-11-0-21 %)
- 2012—2013: Джейк Уайт (35-20-10-2-57 %)
- 2014: Стивен Ларкем и Лори Фишер (10-7-3-0-70 %)
- 2015—н. в.: Стивен Ларкем

## Рекорды
- Наибольшее количество очков: Стирлинг Мортлок (994)
- Наибольшее количество очков в сезоне: Стирлинг Мортлок (194, 2000 г.)
- Наибольшее количество попыток: Джо Рофф (57)
- Наибольшее количество попыток в сезоне: Джо Рофф (15, 1997 г.)
- Самая крупная победа: 64:0 («Кэтс», 2011 г.), 79:15 («Буллз», 1999 г.)
- Самое крупное поражение: 10:44 («Уаратаз», 1995/1996)